# خط السيطرة الفعلية

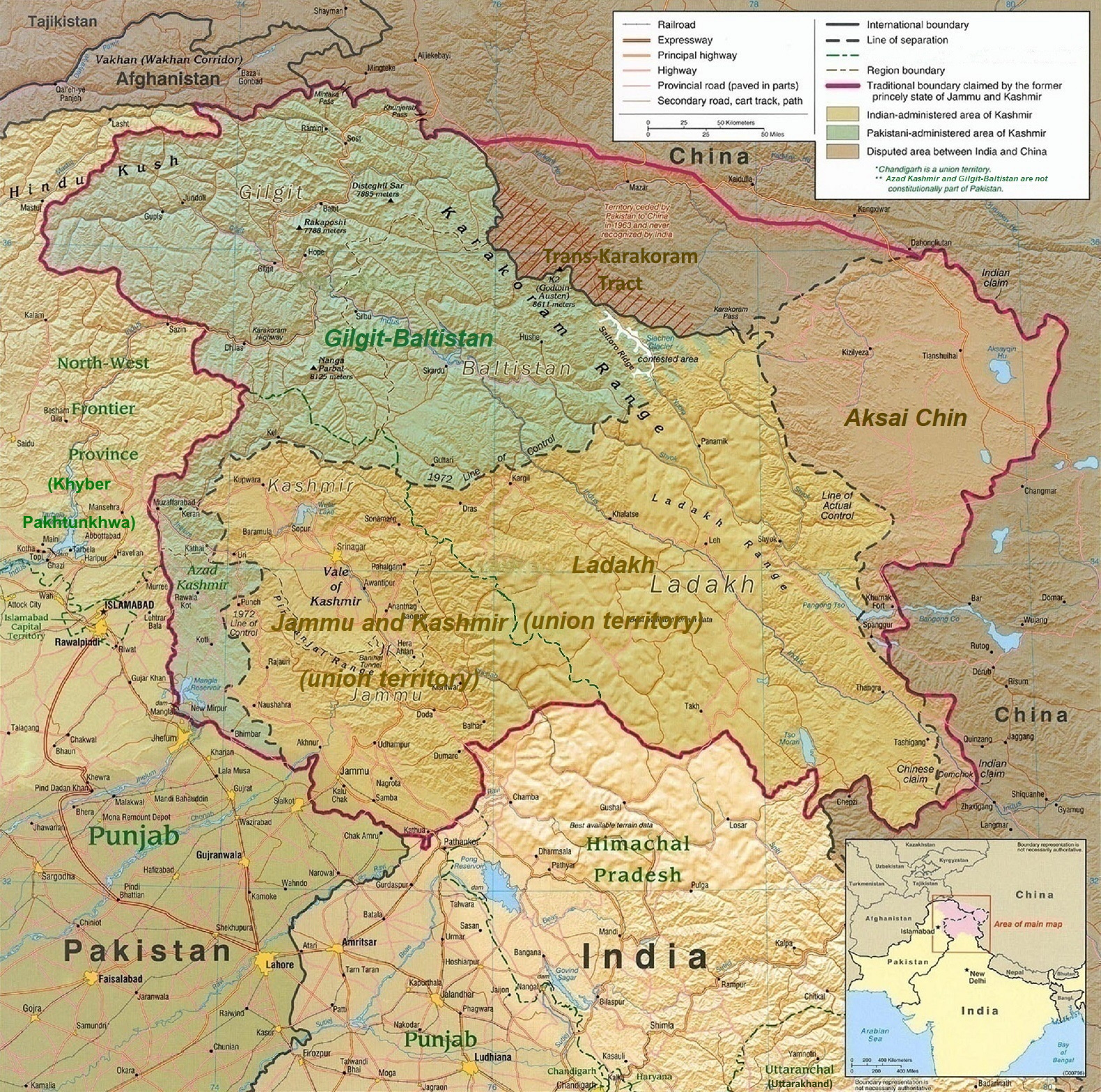
الجزء الغربي من خط السيطرة الفعلية، الذي يفصل بين لاداخ الشرقية وأكساي تشين (خريطة لوكالة المخابرات المركزية). وفي قطاع ديمشوك، لا يُعرض سوى سطرين من بنود المطالبة. وكان الخط محور حرب قصيرة في عام 1962.

تُظهر الخريطة المزاعم الهندية والصينية عن الحدود في منطقة (أكساي تشين) الغربية، وخط ماكارتني- ماكدونالد، وخط وزارة الخارجية، فضلاً عن تقدم القوات الصينية أثناء احتلالها لمناطق خلال الحرب الصينية الهندية.

خط السيطرة الفعلية (بالإنجليزية: Line of Actual Control)‏ LAC هو خط الترسيم الفاصل بين الأراضي التي تسيطر عليها الهند والأراضي التي تسيطر عليها الصين في إقليم اتحادي هندي في لداخ ومنطقة منطقة التبت ذاتية الحكم الصينية، استخدمه تشوان لاي لأول مرة في رسالة عام 1959 إلى جواهر لال نهرو. وأشار المصطلح بعد ذلك إلى الخط الذي تشكل بعد الحرب الصينية الهندية عام 1962.
هناك طريقتان شائعتان يستخدم من خلالهما مصطلح «خط السيطرة الفعلية». بالمعنى الضيق، يشير المصطلح فقط إلى خط السيطرة في القطاع الغربي من الحدود البرية بين البلدين. وفي هذا النطاق، فإن خط السيطرة الفعلية يشكل القطاع الغربي إلى جانب خط مكماهون (المتنازع عليه أيضًا) في الشرق، وقطاع صغير ليس محل نزاع يقع بينهما. أما بالمعنى الأوسع، يمكن استخدام المصطلح للإشارة إلى خط السيطرة الغربي وخط مكماهون، والذي يعتبر بهذا المعنى الحدود الفعالة بين الهند والصين.

## نظرة عامة
الحدود الصينية-الهندية بالكامل (بما في ذلك القطاع الغربي، والقطاع الصغير غير المتنازع عليه في الوسط، وخط مكماهون في الشرق) نمتد على طول 4,056 كيلومتر (2,520 ميل) وتجتاز إقليم اتحاد هندي واحد - لداخ وأربع ولايات هندية: أوتاراخند، وهيماجل برديش، وسيكيم، وأروناجل برديش. على الجانب الصيني، يمتد الخط منطقة التبت ذاتية الحكم. تم استخدام المصطلح لأول مرة من قبل رئيس مجلس الدولة الصيني تشوان لاي في مذكرة عام 1959 لرئيس الوزراء الهندي جواهر لال نهرو. وكان ترسيم الحدود قائمًا كخط وقف إطلاق نار غير رسمي بين الهند والصين بعد حرب عام 1962 واستمر حتى عام 1993، عندما تم قبول وجوده رسميًا باسم «خط السيطرة الفعلية» في اتفاقية ثنائية.
بالرغم من أنه لم يسبق مناقشة الحدود الرسمية بين الصين والهند، إلا أن الحكومة الهندية لا تزال حتى اليوم تطالب بحدود في القطاع الغربي مشابهة لخط جونسون 1865، في حين تعتبر الحكومة الصينية أن الحدود يجب أن تكون مشابهة لخط مكارنتي-مكدونالد 1899.
في رسالة مؤرخة في 7 نوفمبر 1959، أخبر تشوان نهرو أن خط السيطرة الفعلية يتكون من «ما يسمى خط مكماهون في الشرق والخط الذي يمارس فيه كل جانب السيطرة الفعلية في الغرب». أثناء الحرب الحرب الصينية-الهندية (1962)، رفض نهرو الاعتراف بخط السيطرة: «لا يوجد مغزى أو معنى في العرض الصيني بالانسحاب لعشرين كيلومترًا مما يسمونه» خط السيطرة الفعلية «. ما هو» خط السيطرة«؟ هل هو الخط الذي أوجدوه بالعدوان منذ بداية سبتمبر؟ إن التقدم بأربعين أو ستين كيلومترًا بالعدوان العسكري الصارخ وعرض الانسحاب عشرين كيلومترًا شريطة أن يقوم الطرفان بذلك هو خدعة لا يمكن أن تنطلي على أحد».
وردّ تشو بأن خط السيطرة الفعلية «ما زال في الأساس خط السيطرة الفعلية الذي كان موجودًا بين الجانبين الصيني والهندي في 7 نوفمبر 1959. ولتوضيح الأمر بشكل ملموس، في القطاع الشرقي يتزامن بشكل رئيسي مع خط مكماهون، وفي القطاعات الغربي والأوسط يتزامن بشكل رئيسي مع الخط التقليدي الذي أشارت إليه الصين باستمرار».
اكتسب مصطلح «خط السيطرة الفعلية» اعترافًا قانونيًا في الاتفاقيات الصينية الهندية الموقعة في عامي 1993 و1996. ونصّت اتفاقية 1996 على «ألا تتجاوز أنشطة أي من الجانبين خط السيطرة الفعلية». ومع ذلك، فإن البند رقم 6 من اتفاقية 1993 بشأن الحفاظ على السلام والهدوء على امتداد خط السيطرة الفعلية في المناطق الحدودية بين الهند والصين، نص على «'يتفق الجانبان على أن الإشارات إلى خط السيطرة الفعلية في هذه الاتفاقية لا تمس مواقف كل منهما بشأن مسألة الحدود».
تدعي الحكومة الهندية أن القوات الصينية تواصل دخول المنطقة بشكل غير قانوني مئات المرات كل عام. في عام 2013، كانت هناك مواجهة استمرت ثلاثة أسابيع بين القوات الهندية والصينية على بعد 30 كم من جنوب شرق دولت بك أولدي. تم تسويتها وانسحبت كل من القوات الصينية والهندية مقابل اتفاق صيني لتدمير بعض المنشآت العسكرية على امتداد 250 كيلو متر إلى الجنوب بالقرب من تشومار التي اعتبرها الهنود تهديدًا. في وقت لاحق من نفس العام، ورد أن القوات الهندية قد وثقت بالفعل 329 مشاهدة لأجسام مجهولة الهوية فوق بحيرة في المنطقة الحدودية، بين أغسطس وفبراير. وسجلوا 155 مثل هذه التدخلات. لاحقًا تم تحديد بعض هذه الأجسام على أنها كواكب من قبل المعهد الهندي للفيزياء الفلكية حيث كان كوكبي الزهرة والمشتري يبدوان أكثر سطوعًا نتيجة اختلاف الجو في الارتفاع والارتباك بسبب زيادة استخدام طائرات المراقبة بدون طيار. في أكتوبر 2013، وقعت الهند والصين اتفاقية تعاون في مجال الدفاع الحدودي لضمان عدم تصعيد الدوريات على امتداد خط السيطرة الفعلية إلى نزاع مسلح.